# تپه قزقاوه
تپه قزقاوه مربوط به سده‌های میانی اسلامی است و در شهرستان تربت جام واقع شده و این اثر در تاریخ ۱۳ بهمن ۱۳۸۸ با شمارهٔ ثبت ۳۰۲۹۳ به‌عنوان یکی از آثار ملی ایران به ثبت رسیده‌است.